# Balaur
Balaur là một chi khủng long, được Csiki Vremir Brusatte & Norell mô tả khoa học năm 2010.